# Pontós
Pontós es municipio español de la comarca del Alto Ampurdán, en la provincia de Gerona, comunidad autónoma de Cataluña.
Su término municipal está en la confluencia de los ríos Muga y Fluviá, con las rieras de Pontós, Santa Ana y de Àlguema.
El pueblo situado en un pequeño valle, tiene cultivos de regadío y secano, así como ganadería. Industrias agropecuarias.
El yacimiento arqueológico del Mas Castellar de Pontós, es uno de los más fructíferos de los últimos tiempos en las tierras del Ampurdán, se han encontrado importantes piezas de los siglos VI a. C. y II a. C. y un poblado ibérico.

## Geografía
Integrado en la comarca del Alto Ampurdán, se sitúa a 35 kilómetros de la capital provincial. El término municipal está atravesado por la Autopista del Mediterráneo (AP-7), por la carretera N-II entre los pK 740 y 744, y por carreteras locales que conectan con los municipios de Navata y Vilademuls.
El relieve del municipio es predominantemente llano, ocupando parte de la margen izquierda del río Fluviá. La altitud oscila entre los 165 m (Puig Balcó) y los 45 m a orillas del río Fluviá. El pueblo se alza a 94 m sobre el nivel del mar. 
| Noroeste: Ordis            | Norte: Ordis y Borrassá | Noreste: Borrassá y Garrigás |
| Oeste: Navata y Vilademuls |                         | Este: Garrigás               |
| Suroeste: Vilademuls       | Sur: Báscara            | Sureste: Garrigás            |

## Entidades de población
- Pontós
- Romanyá del Ampurdán

## Demografía
Pontós cuenta con una población de 290 habitantes (INE 2024).
| Gráfica de evolución demográfica de Pontós entre 1842 y 2021                                                        |
| |
| Población de derecho según los censos de población del INE Población de hecho según los censos de población del INE |

## Monumentos y lugares de interés
- Iglesia de San Martín del siglo XVIII
- Iglesia de San Medor y San Celoni. Románico del siglo XII
- Ermita de Santa Ana de Pontós del siglo XVI-XVII
- Santuario de Nuestra Señora de Lourdes En ruinas
- Yacimiento arqueológico del Mas Castellar